# 德賴弗斯 (伊利諾伊州)
德賴弗斯（英語：Drivers）是位於美國伊利諾伊州傑佛遜縣的一個非建制地區。該地的面積和人口皆未知。

## 地理
德賴弗斯的座標為38°19′50″N 88°59′35″W / 38.33056°N 88.99306°W，而該地的平均海拔高度為134米（即440英尺）。